# Julio Urquijo Ibarra
Julio Urquijo Ibarra (Deusto, Biscaia, 3 d'abril de 1871 - Sant Sebastià, Guipúscoa, 28 d'octubre de 1950) fou un lingüista i polític basc.

## Biografia
Pertanyia a una família noble, els comtes d'Urquijo, i el seu germà, José Maria de Urquijo Ibarra, fundà La Gaceta del Norte i fou destacat polític. Va estudiar dret amb els jesuïtes de Deusto, i el 1892 es doctorà a la Universitat de Salamanca. El Pare Arana i Resurrección María de Azkue, capellà de la família, li van despertar l'afició a la lingüística. Inicialment s'interessà pel volapük, i escriví Konils Volapükik (Contes Volapukistes), però finalment dedicà la seva vida a l'estudi del basc. En 1905 troba les obres desaparegudes de Joannes de Etcheberry i el 1907, en col·laboració amb Lacombe, funda a París la Revista Internacional de Estudios Vascos (RIEV). El 1908 presidí l'Euskeltzaleen Biltzarra, celebrat cada any a Kanbo (Lapurdi).
En 1909 fou nomenat acadèmic de la Reial Acadèmia de la Història i el 1911 fundà Euskalerriaren Alde. Va viure alguns anys a Donibane Lohizune (Lapurdi), però tornà a Sant Sebastià el 1918 a causa de la seva postura germanòfila durant la Primera Guerra Mundial. Forma part de l'equip fundacional de la Societat d'Estudis Bascos (SEV) el 1918, pronunciant una documentada conferència en el Congrés d'Oñati. El 1922 fou nomenat director de la RIEV, que va cedir a la SEV, i des del 1933 fou vocal de literatura de l'Euskaltzaindia. Fou nomenat també Doctor honoris causa per la Universitat de Bonn el 1924, i Acadèmic de la Reial Acadèmia de la Llengua Espanyola per la Secció de Llengües Regionals el 1927.
Políticament, milità en la Comunió Tradicionalista, on va mantenir una polèmica amb Juan Vázquez de Mella que el va fer decantar-se pel candidat Jaume de Borbó i de Borbó-Parma. A les eleccions generals espanyoles de 1931 fou elegit diputat per Guipúscoa, i va mantenir una postura intransigent de defensa dels privilegis de l'església, alhora que mantenir cordials relacions personals amb els altres diputats bascs.
A l'esclatar la guerra civil espanyola el juliol de 1936 hagué de fugir de Sant Sebastià. Com que la seva magnífica biblioteca particular (14.000 exemplars) era amenaçada per patrulles incontrolades, Manuel de Irujo va atendre les peticions de la SEV i es va posar en contacte amb el Secretari de la Diputació de Guipúscoa, Leizaola, qui va enviar a un cos de Miquelets i persones de confiança que, sota pretext de confiscació, el 2 d'agost de 1936 va aconseguir empaquetar els llibres i dur-se'ls a la Diputació de Gipúscoa. Després de la guerra, que li havia suposat la mort violenta del seu germà i cinc parents propers, va dur una vida molt més retirada. En 1943 fou nomenat President de la Reial Societat Bascongada d'Amics del País, però no arribarà a veure la resurrecció de Euskaltzaindia, la SEV ni la seva estimada RIEV. En 1949 és nomenat fill adoptiu de Guipúscoa.

## Obres
- Bibliografía vascongada. Un manuscrito vasco-latino que se creía perdido, San Sebastián, 1905, 7 pp.
- Los refranes vascos de Sauguis traducidos y anotados por A. Lamaignère, Bayonne, 1909, 58 pp.
- La tercera Celestina y el Canto de Lelo, París, 1911, 18 pp.
- Una fuente del «Guero» (Axular imitador de Fr. Luis de Granada), Saint-Jean-de-Luz, 1912, 13 pp.
- Estado actual de los estudios relativos a la lengua vasca. Discurso pronunciado en el Congreso de Oñate el 3 de septiembre de 1918, Bilbao, 1918, 35 pp.
- Lengua Internacional y Lenguas nacionales. El «euskera», lengua de civilización, San Sebastián, 1919, 19 pp.
- El refranero vasco, t. I: Los refranes de Garibay, San Sebastián, 1919, 81 pp.
- Un juicio sujeto a revisión. Menéndez Pelayo y los Caballeros de Azcoitia, San Sebastián, 1925, 152 pp.
- La cruz de sangre. El Cura Santa Cruz. Pequeña rectificación histórica (a G. Bernoville), San Sebastián, 1928, 62 pp.
- Discursos leídos ante la Real Academia en la recepción pública de D. Julio de Urquijo e Ibarra el día 24 de noviembre de 1929, San Sebastián, 1929, 69 pp.
- Los amigos del País, según cartas y otros documentos inéditos del s. XVIII, San Sebastián, 1929, 104 pp.